# Marthe Létourneau
Marthe Létourneau (* 27. Juni 1916 in Québec (Stadt); † 10. Dezember 1998) war eine kanadische Sängerin (Sopran) und Gesangslehrerin.

## Leben
Die Tochter des Organisten Antonio Létourneau hatte zwischen 1924 und 1944 Gesangsunterricht zunächst bei ihrer Mutter, dann bei Salvator Issaurel und schließlich bei Pauline Donalda. 1938 gewann sie beim Quebec Music Festival eine Silbermedaille. In den 1940er Jahren gab sie Recitals in Kanada und trat in verschiedenen Radiostationen Montreals und bei der CBC auf. An den Variétés lyriques sang sie u. a. die Antonia in Hoffmanns Erzählungen (1942) und die Josette in der Uraufführung von Eugène Lapierres komischer Oper Le Père des amours. 1948 gewann sie den Wettbewerb Opportunity Knocks der CBC und debütierte bei der Opera Guild als Gilda in Rigoletto. Mit dem Geiger Noël Brunet und dem Pianisten Gilles Breton unternahm sie 1949–50 eine von den Jeunesses musicales du Canada (JMC) organisierte Konzerttournee.
1950 reiste sie als Solistin mit den Disciples de Massenet nach Europa. Dort vervollkommnete sie ihre Ausbildung in Paris bei Pierre Bernac und in Rom bei Luigi Ricci und Ré Koster. In Frankreich trat sie im Hörfunk und bei Konzerten unter Leitung von Nadia Boulanger auf. Nach ihrer Rückkehr nach Kanada 1952 unternahm sie weitere Konzertreisen und trat in den Fernsehsendungen L’Heure du concert und Concerts pour la jeunesse auf. In den Jahren 1957 und 1958 nahm sie am Conservatoire de musique du Québec weiteren Unterricht bei Bernard Diamant, Dick Marzollo und Otto-Werner Mueller. Als Mitglied eines Quartetts gab sie 50 Konzerte in Frankreich und absolvierte dann 1960–61 mehr als 100 Auftritte in Maurice Blackburns Oper Silent Measures.
Als Gesangslehrerin wirkte Létourneau von 1940 bis 1942 am Collège Mont Notre-Dame, von 1960 bis 1962 an der École Vincent-d’Indy und am Institut Nazareth, von 1962 bis 1963 am Institut pédagogique de Montréal sowie von 1960 bis 1966 an der École des Soeurs Grises in Hull. Von 1966 bis 1984 war sie zudem Professorin an der Universität Laval und gehört dort von 1972 bis 1974 einem Gesangsquartett an.